# Hats Off (Chet Baker)
Hats Off è un album a nome The Mariachi Brass Featuring Chet Baker, pubblicato dall'etichetta discografica World Pacific Records nel maggio del 1966.

## Tracce

### LP
Lato A
1. Happiness Is – 1:57 (Paul Parnes, Paul Evans)
2. Sure Gonna' Miss Her – 2:29 (Bobby Russell)
3. Bang Bang (My Baby Shot Me Down) – 2:40 (Sonny Bono)
4. The Phoenix Love Theme (Senza fine) – 2:43 (Alec Wilder)
5. These Boots Are Made for Walkin' – 2:54 (Lee Hazlewood)
6. On the Street Where You Live – 2:04 (testo: Alan Jay Lerner – musica: Frederick Loewe)

- Il brano, The Phoenix Love Theme (Senza Fine), è normalmente attribuito a Gino Paoli

Lato B
1. Armen's Theme – 2:32 (Ross Bagdasarian)
2. Spanish Harlem – 2:23 (Jerry Leiber, Phil Spector)
3. Chiquita® Banana – 1:55 (testo: Garth Montgomery – musica: Len MacKenzie, William Wirges)
4. When the Day Is All Done (Foyo) – 2:15 (Andrew Tracy, Paul Tracy, Will Holt)
5. You Baby – 2:38 (Steve Barri, P. F. Sloan)
6. It's Too Late – 2:38 (Bobby Goldsboro)

## Musicisti
- Chet Baker – flicorno
- "The Mariachi Brass" (Formazione probabile: Herb Alpert (t), Tonni Kalash (t), Bob Edmondson (tb), Lou Pagani (p), John Pisano (g), Pat Senatore (b), Nick Ceroli (dr), Julius Wechter (per. e mar.))
- George Tipton – arrangiamenti (eccetto brani: These Boots Are Made for Walkin' , Chiquita® Banana e You Baby)
- Jack Nitzsche – arrangiamenti (brani: These Boots Are Made for Walkin' , Chiquita® Banana e You Baby)

Note aggiuntive
- Richard Bock – produttore
- Bruce Botnick – ingegnere delle registrazioni
- Woody Woodward – art direction copertina album originale
- Peter Whorf – foto copertina frontale album originale
- John Wilburn Hardy – foto retrocopertina album originale
- Joe X. Price (Daily Variety) – note retrocopertina album originale[2]